# ایمینودی‌استیک اسید
ایمینودی‌استیک اسید (به انگلیسی: Iminodiacetic acid) یک ترکیب شیمیایی با شناسه پاب‌کم ۸۸۹۷ است. 